# Boliviatrupial
Boliviatrupial (Oreopsar bolivianus) är en fågel i familjen trupialer inom ordningen tättingar.

## Utbredning och systematik
Fågeln förekommer i Anderna i sydvästra Bolivia (Cochabamba, Chuquisaca and Potosí). Den placeras som ensam art i släktet Oreopsar.

## Status
Arten har ett stort utbredningsområde och beståndet anses stabilt. Internationella naturvårdsunionen IUCN listar den därför som livskraftig (LC).